# Storm (banda noruega)
Storm fue una banda de folk black metal de Noruega formada por Gylve Fenris Nagell "Fenriz", baterista de Darkthrone y Sigurd Wongraven "Satyr", vocalista de Satyricon. Más tarde, la también vocalista Kari Rueslåtten, antigua componente de la banda The 3rd and the Mortal, también se unió a Storm.
Su único proyecto fue el lanzamiento en 1995 del álbum titulado Nordavind ("viento del norte").

## Actividad
El álbum Nordavind, la única producción donde están las huellas de la banda, está compuesto de canciones populares de Noruega con una relectura en clave de viking metal, en un estilo minimalista y frío que ha caracterizado a las grandes bandas de black metal del pasado.
El trabajo fue muy criticado en Noruega por las letras de las canciones que, a juzgar por la opinión pública, eran demasiado nacionalistas.

## Disolución
Después de la grabación del álbum único, Kari Rueslåtten declaró en la revista musical noruega Puls que se seguiría en la banda si ésta no tuviera letras "extremistas" en las canciones.
Dado que Fenriz escribió un nuevo final de la canción "Oppi Fjellet", que contenía letras fuertemente anticristianas, Kari se sintió traicionada por Satyr y Fenriz y la banda se disolvió por completo en 1995.
Tras la disolución de Storm, Kari Rueslåtten comenzó su carrera en solitario. Por su parte, Satyr y Fenriz continuaron con Darkthrone, Satyricon y sus demás proyectos musicales.

## Miembros
- Fenriz (Gylve Nagell) - Percusión y voces
- Kari Rueslåtten - Voces
- Satyr (Sigurd Wongraven) - Guitarras, bajos, sintetizador y voces

## Discografía
- Nordavind (1995) (Moonfog Productions)

Lista de canciones:
1. Innferd 01:35
2. Mellom Bakkar Og Berg	02:43
3. Håvard Hedde 03:19
4. Villemann 02:14
5. Nagellstev 01:03
6. Oppi Fjellet 04:02
7. Langt Borti Lia 07:15
8. Lokk 00:53
9. Noregsgard 08:13
10. Utferd 01:58